# Virgen de Loreto (Rafael)
Esta Virgen de Loreto, también conocida como Virgen del Velo (Madonna del velo), es una pintura del artista renacentista italiano Rafael Sanzio acabada en torno a 1509-1510. Es una pintura al óleo sobre tabla con unas dimensiones de 120 centímetros de alto y 90 cm de ancho. Se conserva en el Museo Condé de Chantilly (Oise), Francia.
La pintura fue regalada a la iglesia de Santa Maria del Popolo en Roma por el papa Julio II. La pintura, que ha sido objeto de acusados repintes, fue atribuida a Gianfrancesco Penni hasta 1979, cuando fue identificada sin lugar a dudas como obra de Rafael. Es una de las obras de Rafael más copiadas, ascendiendo el número de copias conocidas a 120 ejemplares. Su nombre deriva de una de las copias, hoy perdidas, que se encontraba en la Basílica Santa Casa di Loreto en Roma. Esta copia se pensó durante largo tiempo que era una pintura original autógrafa de Rafael.
- Datos: Q2427320
- Multimedia: Madonna of Loreto (Raphael) / Q2427320